# Greenfield, Indiana
Greenfield är en stad (city) i Hancock County, i delstaten Indiana, USA. Enligt United States Census Bureau har staden en folkmängd på 20 754 invånare (2011) och en landarea på 32,5 km². Greenfield är huvudort i Hancock County.